# Franz Neuhausen
Franz Neuhausen est un industriel allemand, né le 13 décembre 1887 à Merzig et mort le 14 avril 1966 à Munich.
Durant la Seconde Guerre mondiale, il devient le plénipotentiaire spécial pour les affaires économiques dans le territoire du commandant militaire en Serbie, pendant la majeure partie de l'occupation militaire allemande de cette région du royaume de Yougoslavie. Il est désigné représentant de l'Allemagne et du Parti nazi à Belgrade au cours des années 1930, période durant laquelle il amasse une énorme fortune. Étant assez proche du Reichsmarschall Hermann Göring, il devient le représentant direct de ce dernier pour le Plan de quatre ans que les nazis ont mis en place en territoire occupé. Le 18 octobre 1943, il succède à Harald Turner au poste de chef de l’administration militaire en Serbie et continue à exercer ces deux fonctions jusqu’à la fin du mois d'août de l'année 1944,.